# Твердохліб Олег (легкоатлет)
Олег Твердохліб (3 листопада 1969 — 18 вересня 1995) — український легкоатлет, який спеціалізувався у бар'єрному бігу та спринті. Учасник Олімпійських ігор (1992). Чемпіон Європи (1994). Призер багатьох міжнародних змагань. Багаторазовий призер чемпіонатів України та СРСР. Призер чемпіонату СНД (1992). Рекордсмен України. Заслужений майстер спорту України.
Тренувався у М. А. Крота.
Дружина Світлана — призерка Універсіади з бігу на 800 метрів та естафетного бігу 4×400 метрів (1995).
Трагічно загинув 18 вересня 1995 внаслідок нещасного випадку.
Щороку в Дніпрі проводиться легкоатлетичний турнір пам'яті Олега Твердохліба.

## Основні міжнародні виступи
| Рік  | Змагання         | Місто     | Місце | Дисципліна | Примітки |
| ---- | ---------------- | --------- | ----- | ---------- | -------- |
| 1992 | Олімпійські ігри | Барселона | ф6    | 400 м з/б  |          |
| 1992 | 2заб5            | 4×400 м   |       |            |          |
| 1992 | Кубок світу      | Гавана    | ф5    | 400 м з/б  |          |
| 1993 | Кубок Європи     | Рим       | 3     | 400 м з/б  | [ 6 ]    |
| 1993 | Чемпіонат світу  | Штутгарт  | ф6    | 400 м з/б  |          |
| 1994 | Кубок Європи     | Бірмінгем | 2     | 400 м з/б  | [ 6 ]    |
| 1994 | Чемпіонат Європи | Гельсінкі | 1     | 400 м з/б  |          |
| 1994 | Кубок світу      | Лондон    | 2     | 400 м з/б  |          |
| 1995 | Чемпіонат світу  | Гетеборг  | 1заб  | 400 м з/б  | DNF      |
| 1995 | Універсіада      | Фукуока   | ф     | 400 м з/б  | DNF      |